# Michael Ontkean
Michael Leonard Ontkean (ur. 24 stycznia 1946 w Vancouver) – kanadyjski aktor. Odtwórca roli Harry’ego S. Trumana w serialu Davida Lyncha ABC Miasteczko Twin Peaks (Twin Peaks, 1990–1991), za którą był nominowany do nagrody Soap Opera Digest dla znakomitego bohatera w czasie największej oglądalności.

## Życiorys

### Wczesne lata
Urodził się w Vancouver, w prowincji Kolumbii Brytyjskiej, w zachodniej Kanadzie jako syn Muriel (z domu Cooper), aktorki, i Leonarda Ontkeanów, aktora / boksera. Dorastał z siostrą Sheri. Został wychowany jako katolik i uczęszczał do katolickich szkół podstawowych i średnich: St. Michael’s Choir School i Holy Rosary School, uczęszczał do St. Michael’s College School w Toronto. Jako chłopiec był wielkim fanem serialu Strefa mroku. W 1970 ukończył University of New Hampshire, gdzie otrzymał stypendium hokejowe. Grał na prawym skrzydle przez 3 sezony (1966/1967 do 1968/1969). Sumy w karierze to 63 gole, 48 asyst, 118 punktów i 44 minuty karne w 85 meczach.

### Kariera
Ontkean miał zaledwie cztery lata, kiedy zadebiutował na scenie w zespole repertuarowym swojego ojca, a poza występami na Stratford Shakespeare Festival stał się popularną gwiazdą dziecięcą dzięki rolom telewizyjnym w takich serialach jak Zatoka Hudsona (Hudson’s Bay).  W latach 1953–62 i 1957–58 pojawiał się w telewizji w Toronto. 
Po gościnnym udziale w serialu muzycznym CBC Folio (1955), wystąpił jako Cochea w jednym z odcinków serialu historycznego CBC Sokole Oko i ostatni Mohikanin (Hawkeye and the Last of the Mohicans, 1957) z Johnem Hartem i Lonem Chaneyem Jr. w roli tytułowej. W serialu ABC Rekruci (The Rookies, 1972–1976) został obsadzony w roli policjanta Williego Gillisa. Na dużym ekranie debiutował w roli hokeisty Neda Bradena w kultowym komediodramacie sportowym George’a Roya Hilla Na lodzie (Slap Shot, 1977) u boku Paula Newmana. Stworzył skomplikowaną postać małżonka (żonę gra Kate Jackson), który poszukuje miłości w gejowskim klubie w dramacie Arthura Hillera Kochać się (Making Love, 1982). Uwagę widowni przykuł rolą niepozornego i twardego Harry’ego S. Trumana, szeryfa Twin Peaks w serialu ABC Davida Lyncha, Miasteczko Twin Peaks (Twin Peaks, 1990-91). Za rolę żonatego żołnierza Teddy’ego Coopera, który zostają rozdzieleni przez japońską inwazję na Hongkong w melodramacie muzycznym Bye Bye Blues (1989) zdobył nominację do Nagrody Genie w kategorii najlepszy występ aktora w roli drugoplanowej.

## Życie prywatne
W 1971 ożenił się z Frances E. Knight, z którą rozwiódł się 20 marca 1980. Był w nieformalnym związku z Margot Kidder (1980). W 1987 zawarł związek małżeński z malarką Jamie Smith Jackson. Mają dwie córki – Jennę i Sadie Sapphire. W 2019 doszło do rozwodu.